# Будславский фест
Будславский фест (бел. Будслаўскі фэст) — ежегодное торжество в честь Будславской иконы Божией Матери, которая хранится в костёле Вознесения Пресвятой Девы Марии в агрогородке Будслав Мядельского района Минской области Белоруссии. Икона славится многочисленными чудесами, а Будслав известен как место явления верующим Пресвятой Девы Марии, которое, по легенде, произошло 2 июля 1588 года. 26 ноября 2018 года Будславский фест включён в Репрезентативный список нематериального культурного наследия человечества ЮНЕСКО.

## История

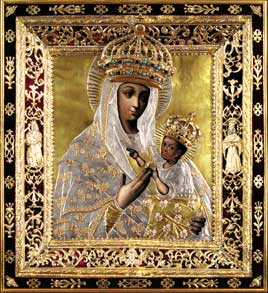
Чудотворная Будславская икона Божией Матери

В 1992 году состоялось первое официальное массовое паломничество к чудотворной иконе Божьей Матери Будславской, в котором приняли участие 45 групп пилигримов.
2 июля 1996 архиепископ Доминик Грушовский передал папскую буллу, в которой Богоматерь Будславская провозглашалась патронессой Минско-Могилёвского архидиоцеза.
2 июля 1998 года чудотворная икона Божьей Матери Будславской была увенчана папскими коронами. Коронацию совершил первый белорусский кардинал Казимир Свёнтек. В своей проповеди он провозгласил Матерь Божью Будславскую Покровительницей и Царицей Беларуси, а Будславский костёл — национальным санктуарием.
В 2013 году в Будславе состоялось большое юбилейное торжество, посвящённое 400-летию обретения Будславской иконы Божией Матери.
Постановлением Совета Министров Республики Беларусь от 2 августа 2016 года № 607 Будславский фест включён в Государственный список историко-культурных ценностей Республики Беларусь.
28 ноября 2018 года на 13-й сессии Межправительственного комитета по охране нематериального культурного наследия ЮНЕСКО в городе Порт-Луи (Маврикий) было принято единогласное решение о включении белорусского элемента нематериального культурного наследия «Торжество в честь почитания Иконы Матери Божьей Будславской (Будславский фест)» в Репрезентативный список нематериального культурного наследия человечества.

## Описание
Будславский фест проходит ежегодно в первую пятницу и субботу июля. На фест в Будслав съезжаются, как правило, все епископы Католической церкви в Белоруссии, большое количество священников и представители самых разных монашеских орденов. Обязательно участвует в торжествах Апостольский нунций в Белоруссии. Приезжают в Будслав представители греко-католического (униатского) духовенства и Белорусской православной церкви, а также иерархи других стран, представители правительства и местного руководства.
Будслав является главным объектом паломничества католиков Белоруссии. Кроме того, паломниками в Будслав являются верующие из других стран: России, Литвы, Польши, Словении, Украины, Италии, приезжающие по железной дороге, на личном транспорте, автобусами, которые заказывают приходы, по воде (на байдарках), на велосипедах. Однако величайшим пиететом пользуются те из них, кто путь в Будслав преодолевает пешком. Получила известность велопилигримка в Будслав от Красного костёла из Минска, в которой принимает участие архиепископ-митрополит Минско-Могилёвский Тадеуш Кондрусевич. В 2017 году Будславский фест посетили около 20 тысяч паломников.
Программа праздника включает встречу и приветствие паломников священниками, Святые Мессы, которые идут одна за другой, ночную процессию со свечами, молодёжное молитвенное бдение, поклонение Святым Дарам, часы молитвы Божией Матери, святой Розарий, литанию Пресвятой Деве Марии и др.
Традицию чествования иконы Матери Божьей Будславской верующие поддерживают в семье или через церковные общины. На фест часто приезжают семьями, присутствуют верующие разного возраста, что способствует сохранению связей между поколениями.